# Albac, Alba
Albac (în trecut numită Râul Mare, în maghiară Fehérvölgy) este satul de reședință al comunei cu același nume din județul Alba, Transilvania, România. Este situat pe Valea Arieșului Mare, pe drumul național DN75, la 17 km de Câmpeni.

## Istoric
Atestat documentar pentru prima oară în 1733, sub numele de Râul Mare, Albac a fost sediul unei comune care cuprindea așezări din amonte, pe o întindere apreciabilă. Cu timpul, crescând populația așezărilor componente, Albac își va restrânge treptat arealul, luând naștere noi comune.

## Patrimoniu
Bustul lui Horea din fața școlii generale este înscris pe lista monumentelor istorice din județul Alba.

## Galerie de imagini

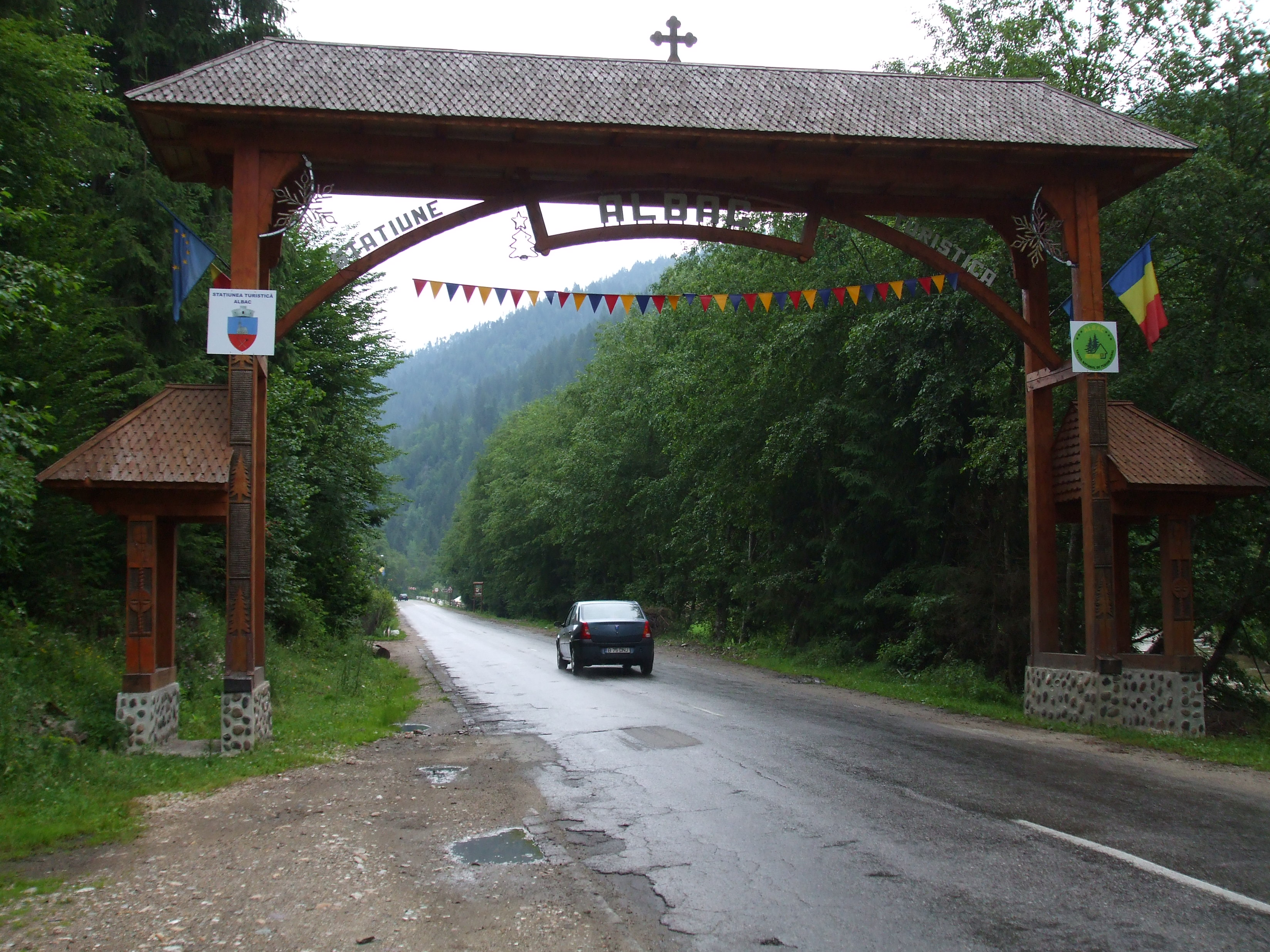
Intrarea in comuna Albac, jud.Alba {dinspre Vadu Moților} - respectă tradiția moților lui Horea.
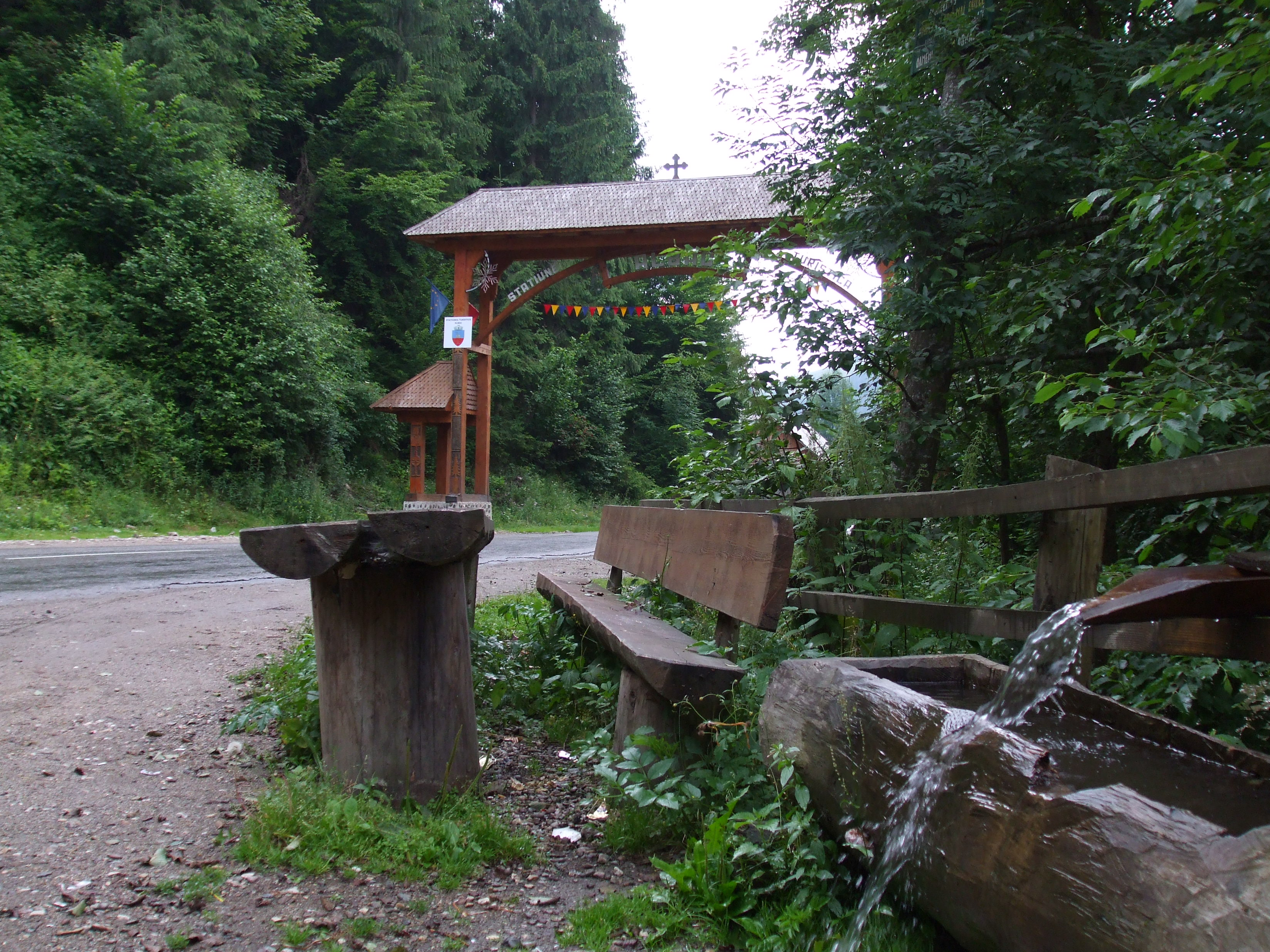
Stațiunea turistică Albac, jud.Alba - Loc de popas la intrare in localitate .
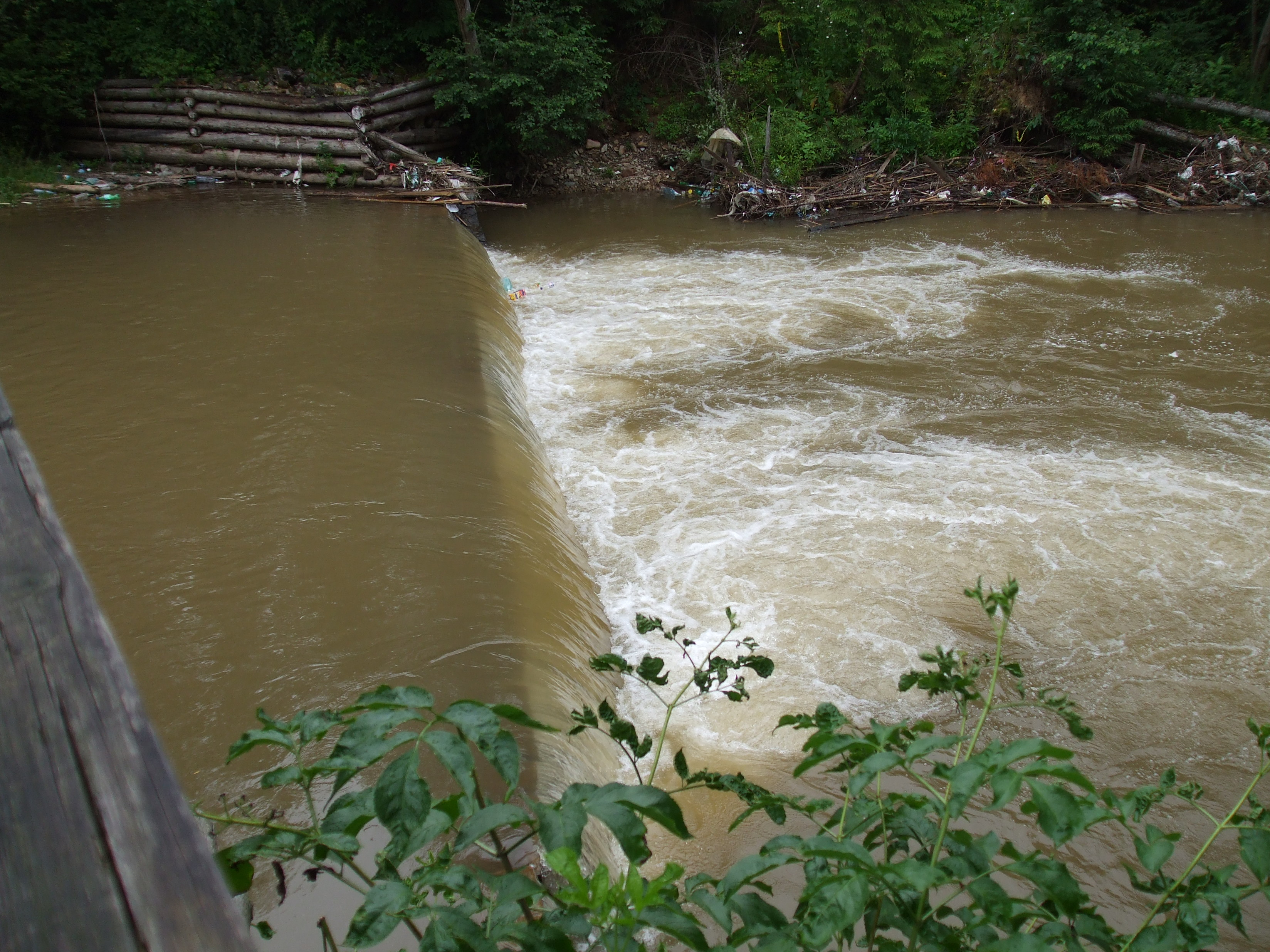
Cascada din Albac, Alba .
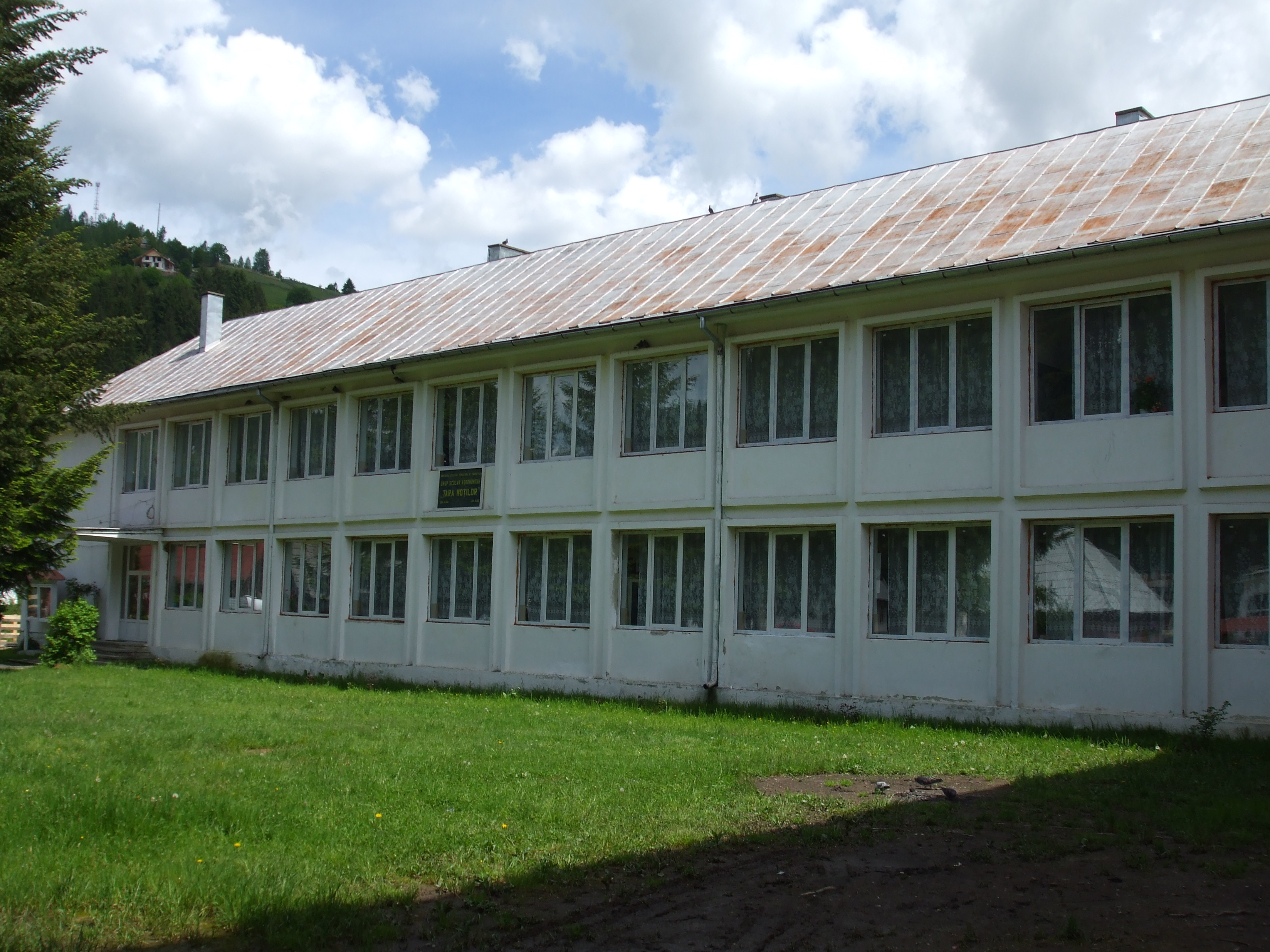
Scoala generala din Albac, jud. Alba .
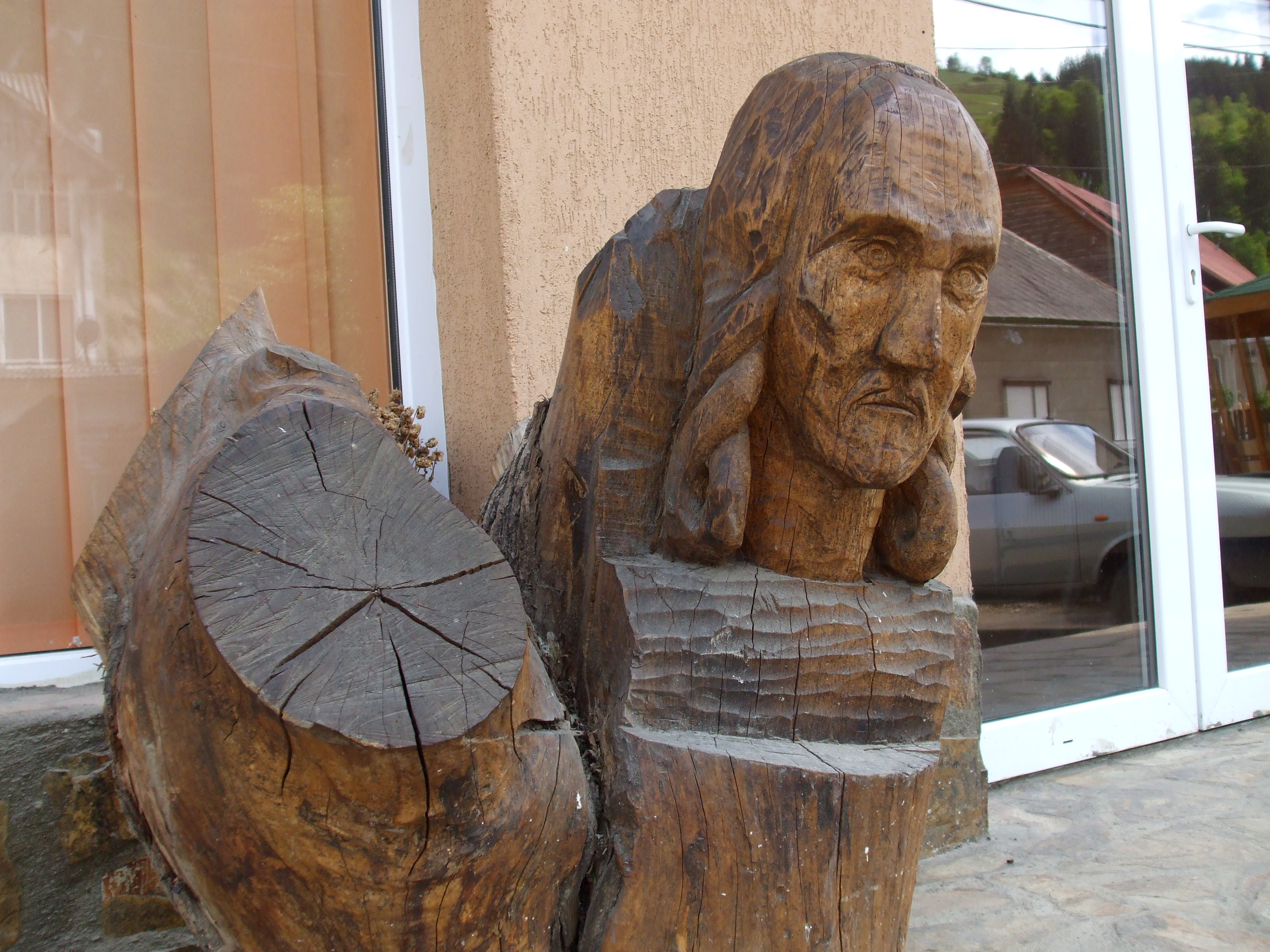
Primaria Albac - Bustul lui Horea , sculptură în lemn .
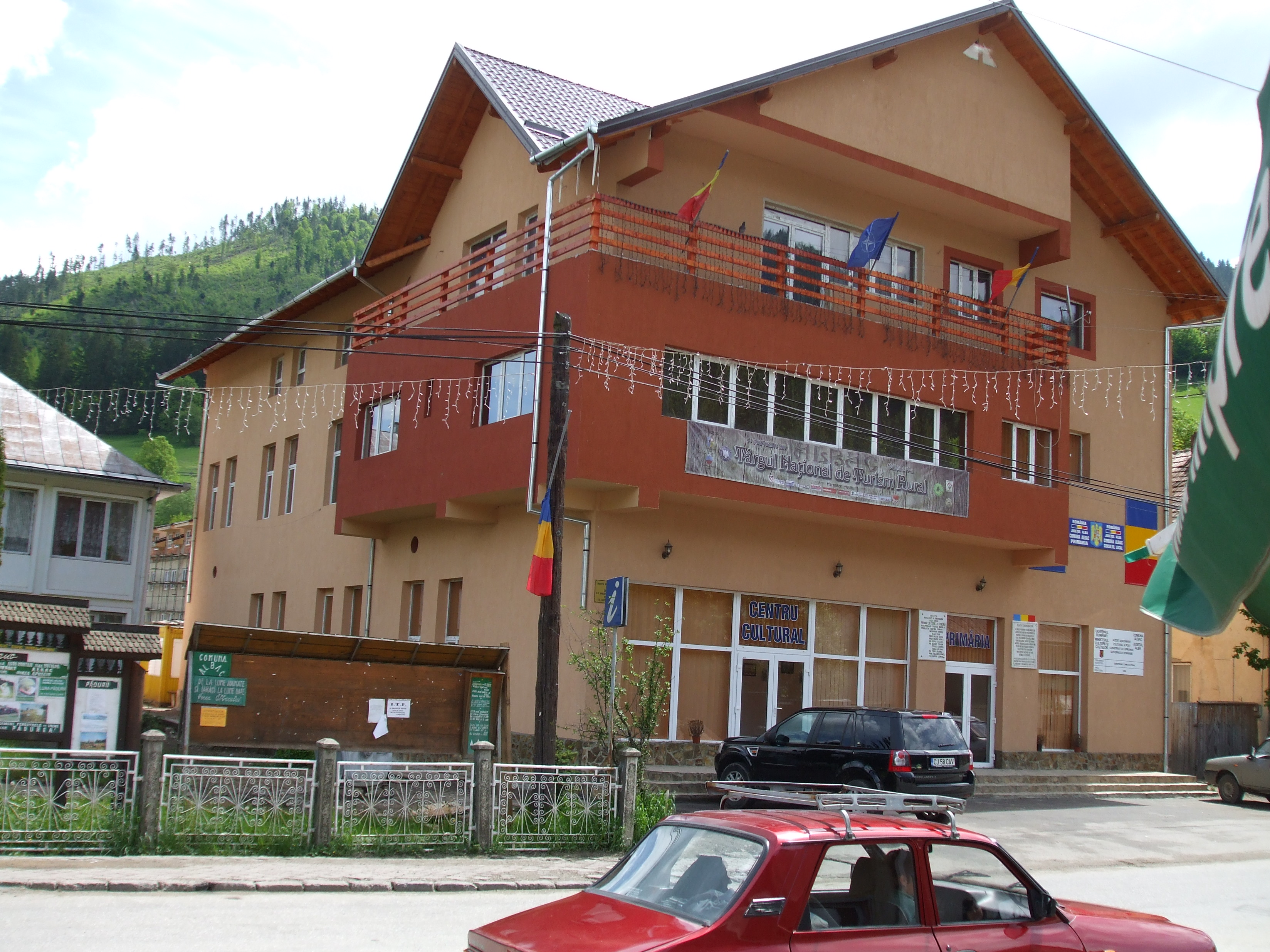
Primaria din Albac, jud. Alba .
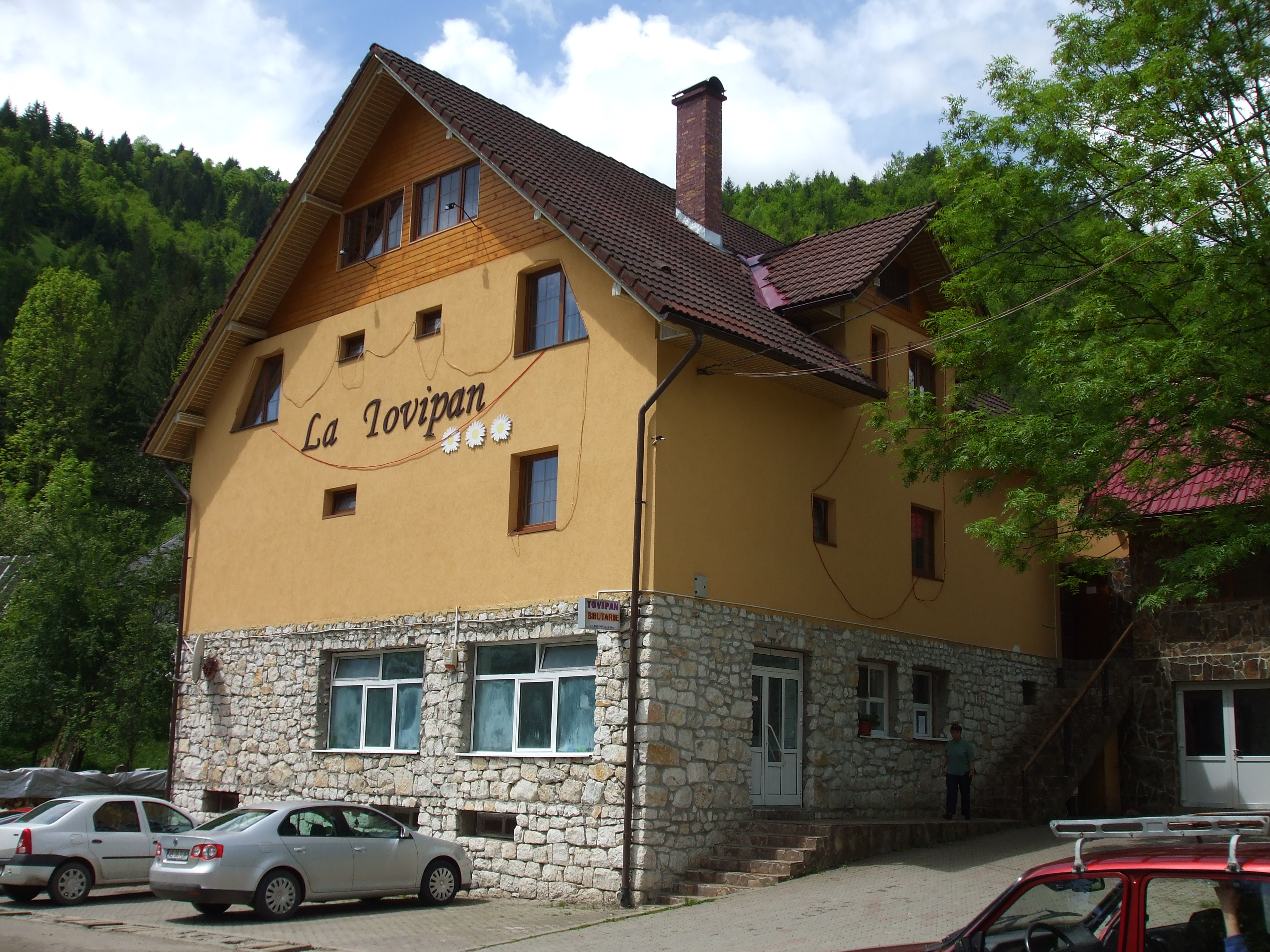
Brutăria și Patiseria din Albac, jud. Alba .